# Grafmonument van Ookawa Kitaroo

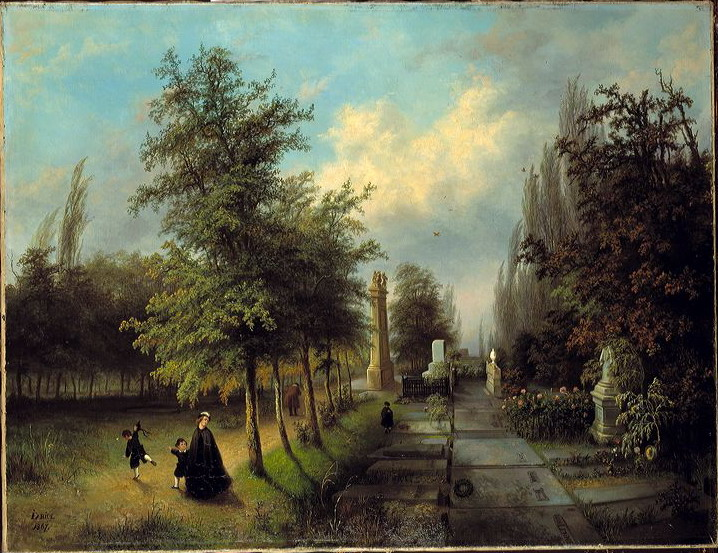
Schilderij van Jan Fabius (1867)

Het Grafmonument van Ookawa Kitaroo is een monument ter ere van de Japanner Kitarō Ōkawa.

## Geschiedenis
Japan kende vanaf ongeveer 1600 een gesloten economie. Ook mochten buitenlandse personen het land niet in en Japanners het land niet uit. 
Na de Conventie van Kanagawa in 1854 wijzigde dat beleid in verband met een groter wordende wereldhandel. Japan handelde van toen langzamerhand ook meer met Nederland. In 1862 kwam er vanuit Japan een handelsvertegenwoordiging. Rotterdam en Amsterdam zagen wel mogelijkheden om scheepsbouwcontracten binnen te halen. Daartoe werd een vijftienkoppige afvaardiging naar Amsterdam gehaald. Toen er in Amsterdam gebouwd werd aan het Japanse marineschip Kaiyo-maru kwam een nieuwe groep Japanners naar Nederland om te studeren. 
Een van de leden was Ōkawa Kitarō, waarbij Kitarō de eigennaam en Ōkawa de familienaam was. In het toenmalig Nederlands werd zijn naam geschreven als Ookawa Kitaroo. Hij was smid en machinebouwer. Tijdens zijn verblijf in Amsterdam kwam hij te overlijden en werd op 25 september 1865 begraven op de Westerbegraafplaats. Zijn stoffelijke resten werden neergelegd in een tweedeklas graf, totdat een jaar later er voldoende geld bijeen was gebracht om hem over te brengen naar een eersteklas graf, waarop voor 250 gulden een zuil werd geplant. De Westerbegraafplaats werd in de periode van de jaren twintig deels geruimd en in 1956 werden de laatste graven aldaar verwijderd. De resten van Kitaroo kwamen te liggen op de De Nieuwe Ooster, dan nog Nieuwe Oosterbegraafplaats, te liggen. Zijn monument verdween echter.

## Monument
In 1982 kwamen er tekenen uit Japan, dat men nog geïnteresseerd was in het graf van Kitaroo. Onder meer door initiatief van wethouder Jan Schaefer werd een comité Heroprichting Monument Ookawa Kitaroo in het leven geroepen. Japan had toen een relatief grote gemeenschap in de stad, enk met name aan het Okura Hotel en de Japanse School. Er moesten gelden bijeengebracht worden, maar ook moest men achter het oorspronkelijke ontwerp van de zuil aan. Dat bleek geen eenvoudige zaak, men vond echter het monument terug op een aquarel en schilderij van Jan Fabius, eigenlijk gemaakt voor het graf van zijn oom F.W. Fabius. Aan de hand van dat kunstwerk werd een replica van de zuil gemaakt en in 1983 onthuld. In 2013 bleek de bijbehorende informatiezuil verdwenen en iemand wees de begraafplaats daarop. Vrienden en kennissen werden ingeschakeld voor een nieuwe infozuil, deels in het Japans, die even later geplaatst kon worden.
Een van Ookawa’s collegae die in Amsterdam aankwamen was Enomoto Kamajiro. Hij haalde na een mislukte opstand civiel ingenieur Cornelis van Doorn naar Japan om irrigatiewerken aan te leggen. Tegenover het grafmonument van Ookawa Kitaroo staat het Grafmonument van Cornelis van Doorn.